# Катерица на Ален
Катерицата на Ален (Sciurus alleni) е вид бозайник от семейство Катерицови (Sciuridae).

## Разпространение
Видът е разпространен в Мексико (Коауила де Сарагоса, Нуево Леон, Сан Луис Потоси и Тамаулипас).